# Херенд
Херенд (венг. Herend) — город в медье Веспрем в Венгрии. Население — 3499 человек (2001).
В Херенде находится всемирно известная фабрика по производству элитного фарфора ручной работы Herend.

## География
Херенд находится в 130 км от Будапешта. 
Население города — 3500 человек, из которых 1500 работают на фабрике элитного фарфора Herend. 

## Фарфор Herend
Фарфоровая мануфактура Herend работает с 1826 года. Благодаря фарфору небольшой городок в Венгрии получил международную известность и признание. Количество форм элитного фарфора перевалило за 16000 с 5000 используемых узоров.
В 1999 г. на Мануфактуре Herend по проекту Габора Турани (Gabor Turanyi) был построен комплекс зданий «Порцеланиум» (Porcelanium). Он стал символом Мануфактуры Херенд и изменил облик этого небольшого городка. Комплекс зданий включает в себя Мини-мануфактуру, музей, магазин элитного фарфора Виктория Херенд, ресторан и кафе Apicus.

## Население
| Год  | Численность | Численность |
| ---- | ----------- | ----------- |
| 2013 | 3377        | [ 3 ]       |
| 2014 | 3411        | [ 4 ]       |
| 2015 | 3384        | [ 5 ]       |
| 2021 | 3390        | [ 6 ]       |
| 2022 | 3362        | [ 7 ]       |
| 2023 | 3346        | [ 8 ]       |
| 2024 | 3409        | [ 1 ]       |

## Города-побратимы
- Siculeni[вд], Румыния
- Марктлёйтен, Германия